# Roman Reloaded
Roman Reloaded е песен от албума Pink Friday: Roman Reloaded на американската рапърка Ники Минаж, с участието на Лил Уейн.

## Дата на издаване
- Бразилия[1], Нидерландия[2], Нова Зеландия[3] – 24 февруари 2012
- САЩ – 2 март 2012[4]

## Позиции в музикалните класации
- Великобритания (UK R&B Chart – Official Charts Company) – 40[5]
- Великобритания (Official Charts Company) – 143[6]
- САЩ (Billboard Hot 100) – 70[7]
- САЩ (Hot R&B/Hip-Hop Songs – Billboard) – 57[8]